# Cirialera vera
La cirialera vera (Salicornia fruticosa) és un arbust suculent que avui s'inclou dins del gènere Salicornia dins la subfamília de les Salicornioideae de la família de les amarantàcies (Amaranthaceae).
És una planta d'entre 30 cm i 1 metre d'alçada. Té les tiges llenyoses i dretes i branques verdes i carnoses, d'uns 6 mm de gruix, dividides en articles. Les fulles són perennes, petites, carnoses, disposades a les tiges. Surten oposades i soldades formant una espècie de beina que tapa els entrenusos. Les flors són de color verdós. Són hermafrodites i molt petites, amb el periant carnós. A cada article de la part superior de les tiges hi ha 3 flors. Floreix entre els mesos de juliol i octubre. Els fruits surten tancats dins del periant, 3 a cada un dels segments florífers.
Es distribueix per tota la costa de la regió mediterrània i una part de la costa atlàntica de la península Ibèrica i de França. Habita en llocs molt salins a prop del litoral, entre els 0 i els 200 metres d'altitud. Acostuma a viure en llocs inundats per l'aigua del mar.

## Taxonomia
La Flora dels Països Catalans considera que aquesta espècie havia d'anomenar-se Arthrocnemum fruticosum (L.) Moq.
Aquest gènere (que incloia segons els mateixos autors al gènere Sarcocornia), segons els estudis filogenètics i moleculars fets pel Grup per a la filogènia de les angiospermes, era parafilètic i contenia espècies que s'havien d'adjudicar a altres gèneres.
Llavors, el gènere Sarcocornia A.J.Scott, segons aquests estudis, avui s'inclou dins del gènere Salicornia. i, en conseqüència, el seu nom acceptat seria: Salicornia fruticosa (L.) L.